# 堀内穣
堀内 穣（ほりうち　じょう、2003年5月7日）は、日本の俳優。愛知県出身。2025年からミュージカルカンパニー イッツフォーリーズに所属。舞台芸術学院卒。

## 出演

### 舞台
- タブレット純×イッツフォーリーズ「歌え青春歌謡」(2025年 上野恩賜公園水上音楽堂)
- ポプラ社ファミリーコンサート「ラララえほんアイランド」(2025年 シアター1010)
- 舞台芸術学院ステージアーティスト科 卒業公演「THE GREEKS」(2025年)
- 舞台芸術学院ステージアーティスト科 発表会「修学旅行」(2025年)
- 舞台芸術学院ステージアーティスト科 秋公演「I Love You You’re Perfect, Now Change」(2024年)
- 名古屋市文化振興財団 ミュージカル「パジャマゲーム」(2023年 アートピアホール)

### テレビ
- 連続テレビ小説 あんぱん98回、99回、100回（2025年、NHK総合）